# Vuelta a Colombia 1959
La 9.ª edición de la Vuelta a Colombia tuvo lugar entre el 20 de mayo y el 5 de junio de 1959. El caldense Rubén Darío Gómez del equipo de Pereira se coronó campeón con un tiempo de 53 h, 23 min y 23 s.

## Equipos participantes
| Equipo         | Categoría  |
| -------------- | ---------- |
| Antioquia A    | Aficionado |
| Antioquia B    | Aficionado |
| Cundinamarca A | Aficionado |
| Cundinamarca B | Aficionado |
| Cundinamarca C | Aficionado |
| México         | Aficionado |
| Pereira        | Aficionado |
| Valle          | Aficionado |

## Etapas
| Etapa      | Fecha      | Recorrido            | Distancia (km)       | Ganador                | Líder                |                      |
| ---------- | ---------- | -------------------- | -------------------- | ---------------------- | -------------------- | -------------------- |
| 1.ª etapa  | 20 de mayo | Bogotá - Girardot    | 133                  | Hernán Herrón Arenas   | Hernán Herrón Arenas |                      |
| 2.ª etapa  | 21 de mayo | Girardot - Ibagué    | 79 (CRE)             | Pereira                | Rubén Darío Gómez    |                      |
| 3.ª etapa  | 22 de mayo | Ibagué - Armenia     | 98                   | Hernán Medina Calderón | Rubén Darío Gómez    |                      |
| 4.ª etapa  | 23 de mayo | Armenia - Tuluá      | 119                  | Pablo Hurtado          | Rubén Darío Gómez    |                      |
| 5.ª etapa  | 24 de mayo | Tuluá - Cali         | 93                   | Eduardo Bustos         | Rubén Darío Gómez    |                      |
|            | 25 de mayo | Descanso en Cali     | Descanso en Cali     | Descanso en Cali       | Descanso en Cali     | Descanso en Cali     |
| 6.ª etapa  | 26 de mayo | Cali - Sevilla       | 156                  | Carlos Montoya Arias   | Pablo Hurtado        |                      |
| 7.ª etapa  | 27 de mayo | Sevilla - Pereira    | 118                  | Honorio Rúa            | Pablo Hurtado        |                      |
| 8.ª etapa  | 28 de mayo | Pereira - Manizales  | 54                   | Rubén Darío Gómez      | Rubén Darío Gómez    |                      |
| 9.ª etapa  | 29 de mayo | Manizales - Riosucio | 118                  | Luis Alberto Muñoz     | Rubén Darío Gómez    |                      |
| 10.ª etapa | 30 de mayo | Riosucio - Medellín  | 169                  | Hernán Medina Calderón | Rubén Darío Gómez    |                      |
| 11.ª etapa | 31 de mayo | Circuito en Medellín | 120                  | Antonio Ambrosio       | Rubén Darío Gómez    |                      |
|            | 1 de junio | Descanso en Medellín | Descanso en Medellín | Descanso en Medellín   | Descanso en Medellín | Descanso en Medellín |
| 12.ª etapa | 2 de junio | Medellín - Sonsón    | 112                  | Rubén Darío Gómez      | Rubén Darío Gómez    |                      |
| 13.ª etapa | 3 de junio | Sonsón - La Dorada   | 168                  | Hernán Medina Calderón | Rubén Darío Gómez    |                      |
| 14.ª etapa | 4 de junio | La Dorada - Honda    | 32 (CRI)             | Rubén Darío Gómez      | Rubén Darío Gómez    |                      |
| 15.ª etapa | 5 de junio | Honda - Bogotá       | 164                  | Carlos Montoya Arias   | Rubén Darío Gómez    |                      |

## Clasificaciones finales

### Clasificación general
Los diez primeros en la clasificación general final fueron:
| Clasificación general |                        |                |                   |
| Ciclista              | Ciclista               | Equipo         | Tiempo            |
| --------------------- | ---------------------- | -------------- | ----------------- |
| 1.º                   | Rubén Darío Gómez      | Pereira        | 53 h 23 min 23 s  |
| 2.º                   | Hernán Medina Calderón | Antioquia B    | + 7 min 40 s      |
| 3.º                   | Honorio Rúa            | Antioquia A    | + 40 min 37 s     |
| 4.º                   | Ramón Hoyos Vallejo    | Antioquia A    | + 49 min 52 s     |
| 5.º                   | Antonio Ambrosio       | Cundinamarca B | + 1 h 21 min 26 s |
| 6.º                   | Octavio Olarte         | Antioquia B    | + 1 h 24 min 01 s |
| 7.º                   | Eduardo Bustos         | Cundinamarca A | + 1 h 33 min 57 s |
| 8.º                   | Luis Alberto Muñoz     | Antioquia A    | + 1 h 47 min 24 s |
| 9.º                   | Jorge Alfonso Luque    | Cundinamarca A | + 1 h 53 min 49 s |
| 10.º                  | Roberto Buitrago       | Cundinamarca A | + 1 h 59 min 31 s |

### Clasificación de la montaña
| Clasificación de la montaña |                        |             |        |
| Ciclista                    | Ciclista               | Equipo      | Puntos |
| --------------------------- | ---------------------- | ----------- | ------ |
| 1.º                         | Hernán Medina Calderón | Antioquia B | 42     |
| 2.º                         | Carlos Montoya Arias   | Valle       | 24     |
| 3.º                         | Luis Alberto Muñoz     | Antioquia A | 20     |

### Clasificación por equipos
| Clasificación por equipos |                |                   |
| Equipo                    | Equipo         | Tiempo            |
| ------------------------- | -------------- | ----------------- |
| 1.º                       | Antioquia B    | 162 h 22 min 27 s |
| 2.º                       | Antioquia A    | + 2 h 29 min 37 s |
| 3.º                       | Cundinamarca A | + 3 h 14 min 59 s |